# Alessio Galasso
Pour les articles homonymes, voir Galasso.
Pas d'image ? Cliquez ici

a Compétitions nationales et continentales officielles uniquement.

b Matchs officiels uniquement.
Dernière mise à jour le 14 février 2023.
Alessio Galasso, né le 29 mai 1974 à Dakar (Sénégal), est un joueur international français de rugby à XV jouant au poste de pilier droit.

## Biographie

### Carrière internationale
Alessio Galasso honore sa première cape internationale en équipe de France le 28 mai 2000 contre l'équipe de Roumanie, et sa deuxième et dernière le 7 avril 2001 contre l'équipe d'Angleterre.
En novembre 2004, il est sélectionné avec les Barbarians français pour jouer contre l'Australie au stade Jean-Bouin à Paris. Les Baa-Baas s'inclinent 15 à 45.
Il a aussi plusieurs sélections en équipe de France des moins de 20 ans.

## Statistiques en équipe nationale
- 2 sélections en équipe de France en 2000 et 2001
- Tournoi des Six Nations disputés : 2001
- 1 fois Barbarians anglais en 2002
- 1 fois Barbarians Français en 2004

## Palmarès
- Vainqueur du challenge des Provinces Espoirs : 1998
- Finaliste du championnat de France : 2001 avec Clermont-Ferrand.
- Vainqueur de la coupe de la Ligue : 2001 avec Clermont-Ferrand.
- Vainqueur du challenge Sud Radio : 2003 avec Castres.
- Champion de France de Pro D2 : 2008 avec Toulon.